# Dualno število
Dualno število je razširitev realnih števil z dodajanjem novega elementa {\displaystyle \varepsilon ^{2}=0\,} ({\displaystyle \varepsilon \,} je nilpotenten). Dualna števila prištevamo med hiperkompleksna števila.
Množica dualnih števil tvori dvorazsežno komutativno unitarno asociativno algebro nad realnimi števili. 
Dualna števila imajo obliko {\displaystyle z=a+b\varepsilon \,}, kjer sta a in b realni števili.
Dualna števila je uvedel William Kingdon Clifford leta 1873. Kandasamy; Smarandache (2012), str. 9
Z uporabo matrik lahko dualna števila izrazimo kot 
{\displaystyle \varepsilon ={\begin{pmatrix}0&1\\0&0\end{pmatrix}}\quad {\text{in}}\quad a+b\varepsilon ={\begin{pmatrix}a&b\\0&a\end{pmatrix}}}.
Vsota in zmnožek dualnih števil se izračuna z uporabo pravil običajnega seštevanja in množenja matrik. 

## Značilnosti
Podobno kot v vseh hiperkompleksnih algebrah tudi pri dualnih številih velja levi in desni zakon distribucije. Podobno kot kompleksna števila so tudi komutativna in asociativna. 
Zanje velja 
{\displaystyle 1\cdot \varepsilon =\varepsilon \cdot 1=\varepsilon }
{\displaystyle 1\cdot (1\cdot \varepsilon )=1\cdot \varepsilon =(1\cdot 1)\cdot \varepsilon =\varepsilon }
{\displaystyle 1\cdot (\varepsilon \cdot \varepsilon )=1\cdot 0=0=\varepsilon \cdot \varepsilon =(1\cdot \varepsilon )\cdot \varepsilon }.

## Deljenje dualnih števil
Dualna števila delimo enako kot delimo kompleksna števila. To pomeni, da imenovalec in števec pomnožimo s  konjugirano vrednostjo in s tem odstranimo nerealni del. 
Primer deljenja dualnega števila:
Imamo število
{\displaystyle {a+b\varepsilon  \over c+d\varepsilon }}
Pomnožimo števec in imenovalec s konjugirano vrednostjo imenovalca
{\displaystyle ={(a+b\varepsilon )(c-d\varepsilon ) \over (c+d\varepsilon )(c-d\varepsilon )}={ac-ad\varepsilon +cb\varepsilon -bd\varepsilon ^{2} \over (c^{2}+cd\varepsilon -cd\varepsilon -d^{2}\varepsilon ^{2})}={ac-ad\varepsilon +cb\varepsilon -0 \over c^{2}-0}}
{\displaystyle ={ac+\varepsilon (cb-ad) \over c^{2}}}
{\displaystyle ={a \over c}+{(cb-ad) \over c^{2}}\varepsilon }.
Rezultat je definiran, kadar je c različen od nič.